# Garajau-grande

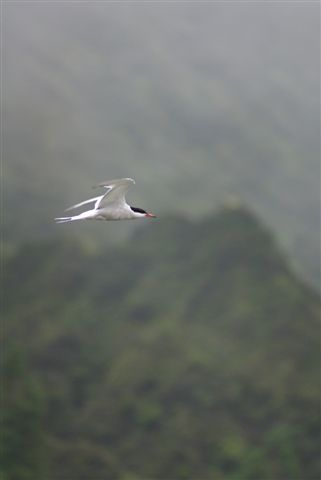
Sterna caspia - Lagoa do Fogo, ilha de São Miguel, Arquipélago dos Açores

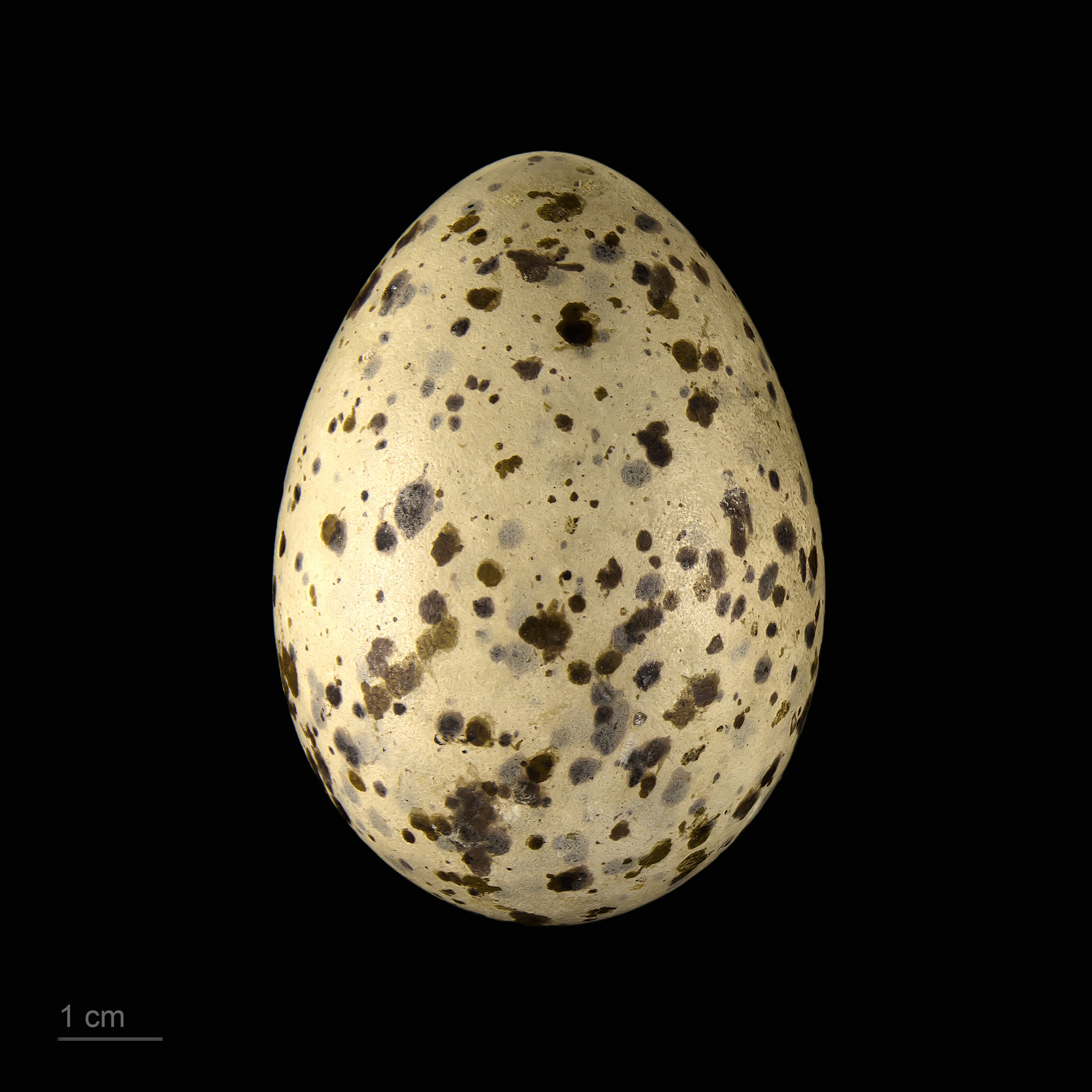
Hydroprogne caspia - MHNT

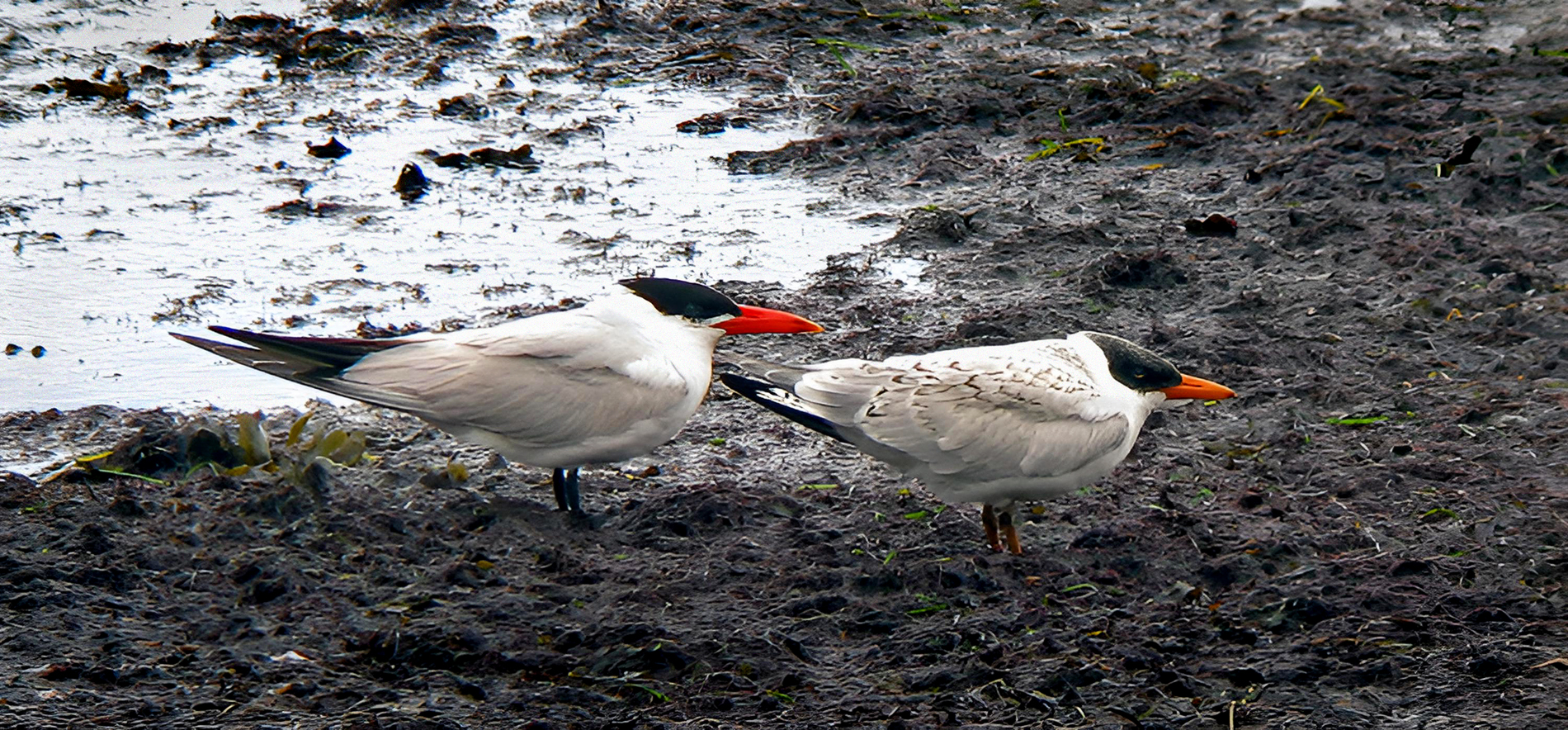
Adult - juvenil. Ystad 2011.

O garajau-grande (Hydroprogne caspia) é a maior andorinha-do-mar da Europa. Também é conhecido pelo nome gaivina-de-bico-vermelho. Pelas suas grandes dimensões e pelo voo pesado, faz lembrar uma gaivota. O que mais chama a atenção nesta ave é o seu enorme bico vermelho-alaranjado.
É uma espécie migradora, que nidifica na Fino-Escandinávia. Em Portugal existe uma pequena população invernante, que se distribui pelas zonas húmidas do Algarve.

## Subespécies
A espécie é monotípica (não são reconhecidas subespécies).